# Ruisseau de Cameson
Le ruisseau de Cameson, est une rivière française qui coule en région Occitanie, dans les départements du Gers et de Tarn-et-Garonne. C'est un sous-affluent de la Garonne par l'Ayroux.

## Géographie
De 23,1 km de longueur, il prend sa source sur la commune de Castéron dans le Gers et se jette dans l'Ayroux en rive gauche sur la commune de Saint-Michel en Tarn-et-Garonne.

### Départements et communes traversés
- Gers : Castéron
- Tarn-et-Garonne : Montgaillard, Marsac, Balignac, Poupas, Puygaillard-de-Lomagne, Lachapelle, Saint-Jean-du-Bouzet, Castéra-Bouzet, Mansonville, Bardigues, Auvillar, Saint-Michel.

## Principaux affluents
- Le Tort : 3,6 km
- Le Bosc : 1,2 km
- Ruisseau de Puycardon : 1,1 km
- Ruisseau de Bernadous : 3,6 km
- Ruisseau du Loup : 2,6 km
- Ruisseau de Mareil  : 1,1 km